# اغتيال عائلة الشوبكي
اغتيال عائلة الشوبكي في 19 تشرين الثاني (نوفمبر) 1947 هو اغتيال نفذته منظمة شتيرن، وهي منظمة إرهابية وشبه عسكرية صهيونية، بحق خمسة أفراد من عائلة الشوبكي في فلسطين الانتدابية.